# 제3대 랭커스터 백작 헨리 플랜태저넷

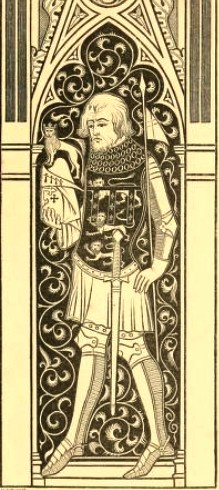

헨리 플랜태저넷(Henry, 3rd Earl of Lancaster, 1281년 - 1345년 9월 22일)는 영국의 왕족 출신 귀족으로 랭커스터의 백작이었다. 제2대 랭커스터 백작 토머스 플랜태저넷의 동생이며 곱사등이 에드먼드의 아들이었다.
본래는 래스터의 백작위만 물려받았으나 형 토머스가 처형당한 뒤 에드워드 2세로부터 랭커스터 백작위를 증여받았다. 1324년부터 1345년까지는 하이 스튜어트의 작위를 겸하였다.

## 관련 서적
- Armitage-Smith, Sir Sydney, John of Gaunt: king of Castile and Leon, duke of Aquitaine and Lancaster, Archibald Constable and Co. Ltd., 1904.
- Burke, John, A general and heraldic dictionary of the peerages of England, Ireland, and Scotland, Henry Colburn and Richard Bentley:London, 1831.
- Cambrian Archaeological Association, Archaeologia cambrensis, Volume 3, W.Pickering:London, 1852.
- Leese, Thelma Anna, Blood royal: issue of the kings and queens of medieval England, 1066-1399, Heritage Book Inc., 2007.